# Castillo de Enguera

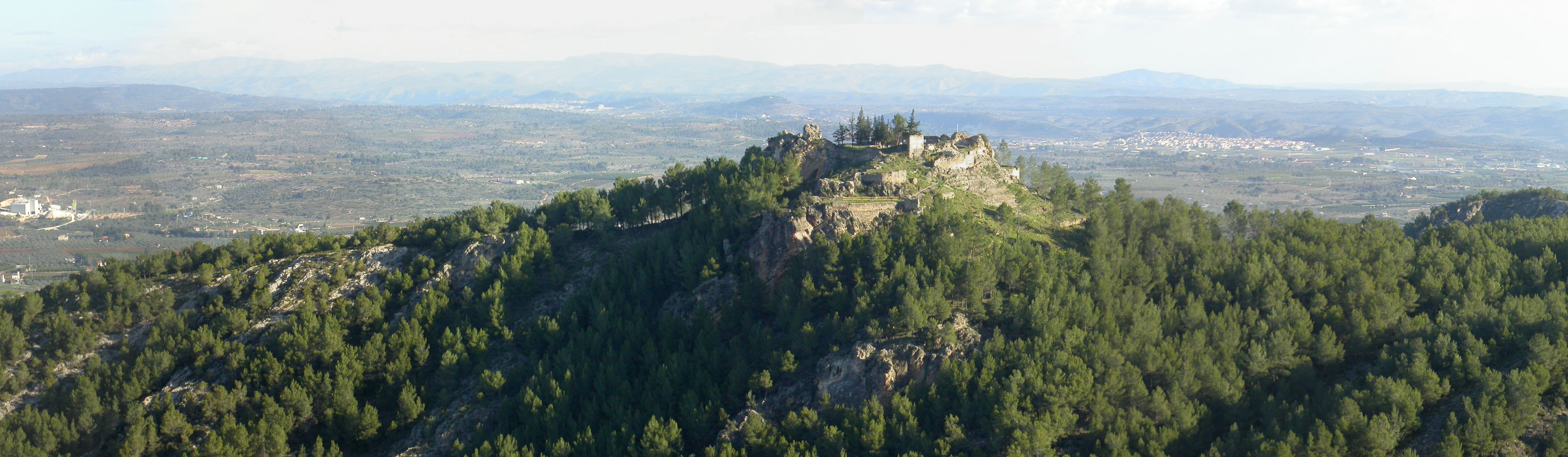
Panorámica del castillo de Enguera desde el suroeste

El Castillo de Enguera se encuentra cerca del núcleo urbano del municipio del mismo nombre, en la comarca de La Canal de Navarrés, de la provincia de Valencia y está declarado Bien de Interés Cultural con número de anotación ministerial R-I-51-0010676 y fecha de la anotación 27 de agosto de 2001.

## Historia
El castillo puede considerarse de origen musulmán, posiblemente construida entre los siglos XI y XII; de hecho, aunque su topónimo parece provenir de tiempos anteriores a la dominación musulmana, es en esta época cuando se configura la actual población y las numerosas aldeas y alquerías dependientes de ella. Además en este momento Enguera alcanzó cierta relevancia, concretamente durante un corto periodo del siglo XII en el cual fue capital comarcal de un reino taifal que abarcaba hasta Denia, dándole gran importancia en esta zona estratégica. 

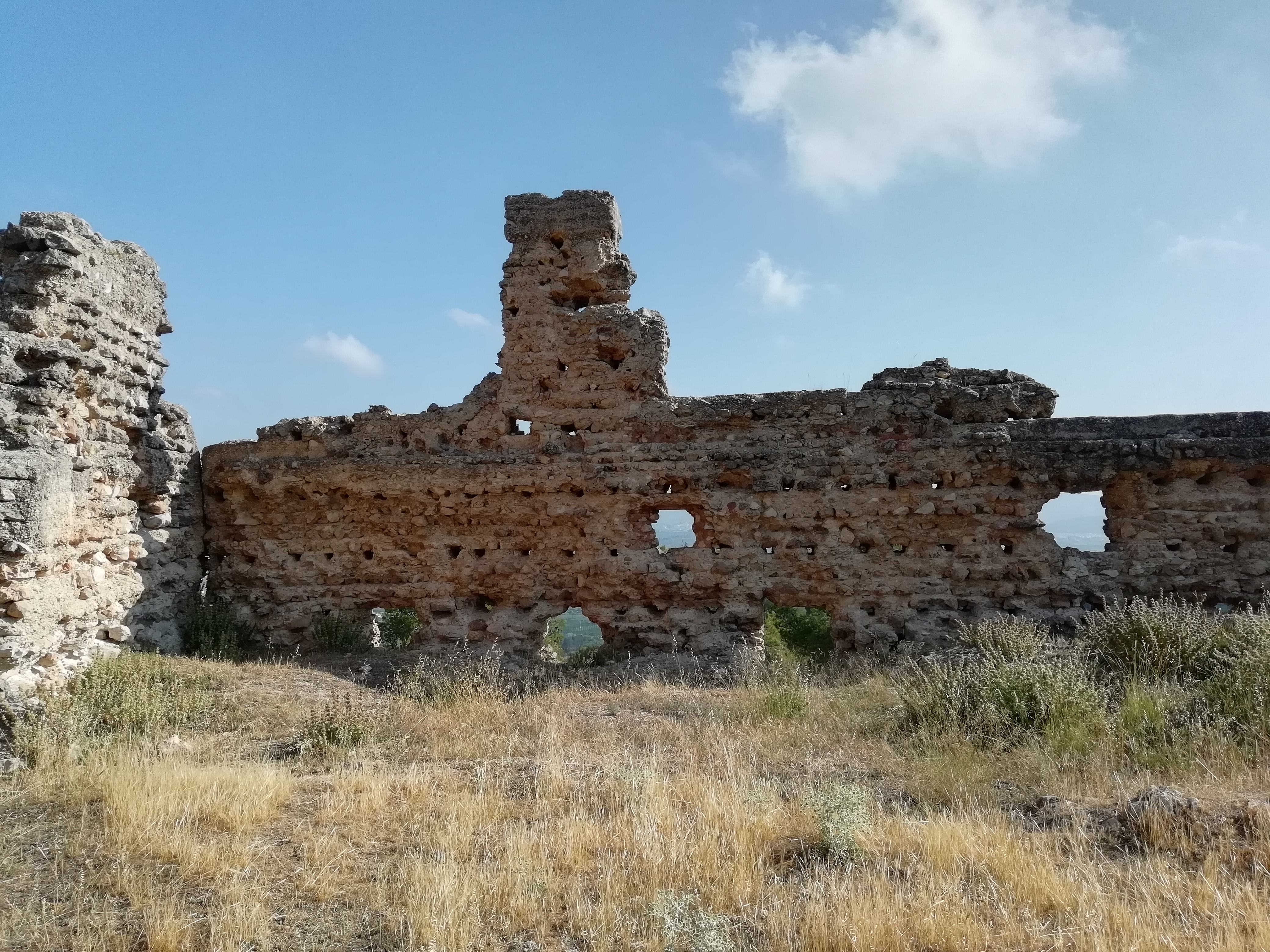
Lienzo del recinto superior del castillo de Enguera.

Tras la Reconquista las tropas castellanas al mando de Pedro Núñez de Guzmán tomaron el castillo, llevando a cabo una reforma para su aprovechamiento. Tras su incorporación al reino de Aragón por parte de Jaime I el amplio territorio de Enguera, dentro de los que se encontraban el castillo de Enguera, el de Garamoixent y el de La Mola fueron cedidos a la Orden de Santiago, constituyendo, dicha orden, la Encomienda de Enguera. Su situación fronteriza, tuvo siempre una gran importancia estratégica, por lo que se mantuvo en uso hasta su demolición en 1365, ordenada por Pedro IV de Aragón, el Ceremonioso, para evitar que pudiera ser utilizado por las tropas castellanas durante las Guerras de la Unión. En 1575, en el documento en el que la corona vende Enguera a la familia Borja se hace constar que el castillo se encontraba "caido". Más tarde, el terremoto de 1748 afectaría a las estructuras que se conservaran contribuyendo a su ruina, acentuada con la acción de los elementos y el paso del tiempo hasta llegar al estado en el que se encuentra en la actualidad.

## Descripción
Se aprecian distintos tramos de murallas que delimitan un doble recinto. El inferior, de planta poligonal irregular, conserva numerosos restos islámicos y forma un antemuro a los pies del castillo principal. La mayor parte del recinto inferior se adapta al terreno, y todavía se pueden ver unas torres de planta rectangular, que se encuentran bastante dañadas, así como alguna defensa inferior previa, todavía más dañada. El recinto principal es casi rectangular y se ubica en la cima del monte, presentando restos de muros y torres angulares, que parecen de la época cristiana, manufacturados en cal y canto, destacando al sur una torre avanzada con saeteras. En esta zona hay un bastión con dos torres. En el centro, de este recinto alto, se mantiene los restos de un gran torreón, construido con sillares, que pudo ser la torre del homenaje cristiana.

## Técnicas constructivas

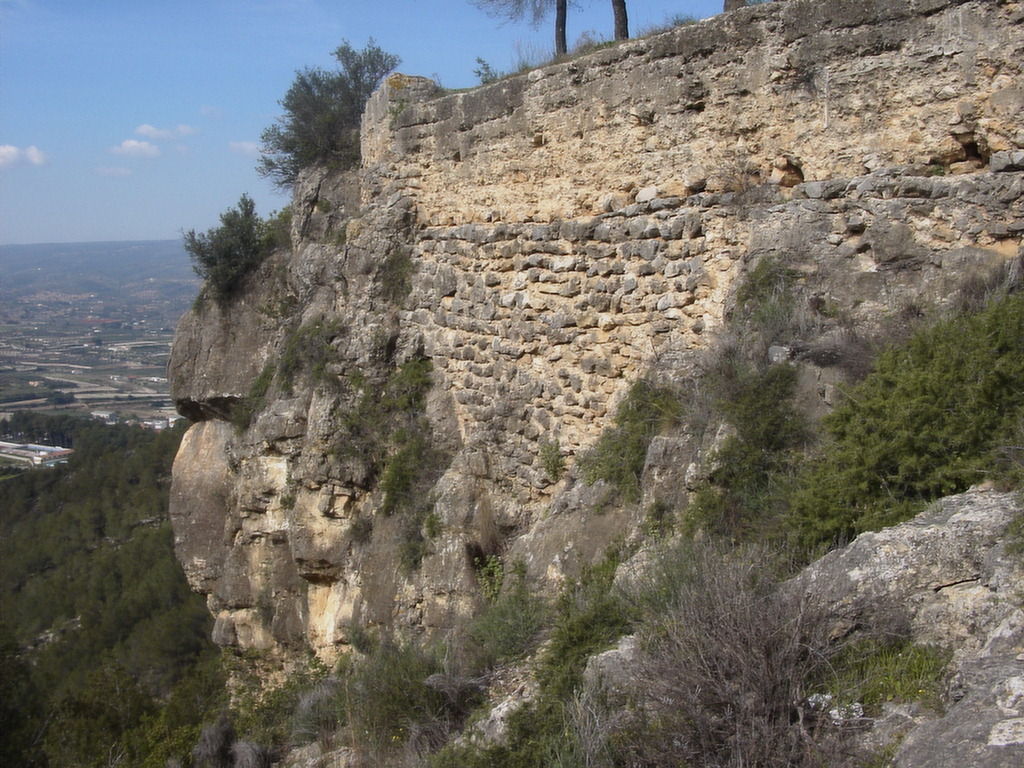
Lienzo de mampostería del castillo de Enguera

La técnica predominante es el tapial; ésta se concreta en la construcción de muros empleando un molde o encofrado, en el que se vierte mortero (de tierra y cal) y mampuestos.
En el recinto superior se observa la construcción de algunos lienzos con la técnica de la mampostería.
La sillería es prácticamente anecdótica.
En la esquina noreste del segundo recinto amurallado se conserva una decoración de falso despiece de sillería, la cual consiste en la conformación de molduras de sección rectangular que resaltan el contorno de lo que aparentan ser grandes sillares de piedra. El motivo del empleo de esta técnica supera lo meramente decorativo y tiene como fin proyectar una imagen de solidez constructiva con la intención de disuadir del ataque a posibles enemigos. Revisando este tipo de decoración en nuestro entorno (Azuar et alii, 1996) las podemos encontrar en Torre Bofilla, Bètera; Murallas de Bètera; la Torre de las Cabas, Millares; la Torre de la Pileta, Cortes de Pallás; La Torre de los Borja, Canals y la Muralla de Levante, Xàtiva (López Elum, 2002). Según este autor se conocen las fechas en las que cae en desuso, y por tanto los ejemplos más modernos, de esta técnica decorativa, ya que con la conquista cristiana de las mismas ya no se vuelve a emplear. Las construcciones más modernas con estas decoraciones se fechan en el periodo comprendido entre 1184 y 1199, fechas que se comprenden dentro del gobierno del califa Abu Yusuf Ya’qub ibn Yusuf, al-Mansur. La consecuencia lógica de esta información es deducir que el falso despiece del castillo de Enguera no se pudo construir más allá de las dos últimas décadas del siglo XII.

## El castillo de Enguera en el contexto histórico del antiguo Reino de Valencia
El castillo de la Encomienda de Enguera es una edificación de carácter militar que tenía su razón de ser en el control de su entorno geográfico y como lugar de acuartelamiento de tropas. Su guarnición defendía los intereses de la corona por medio de sus poseedores, los caballeros de la Orden de Santiago, el enclave del castillo así como los territorios y vecinos de él dependientes.
El castillo de la Encomienda de Enguera ha destacado a lo largo de su dilatada historia por su alto valor estratégico. Tras la reconquista y su donación a la mencionada Orden de Santiago, se integró en una red de construcciones similares cuya función principal era realizar un control efectivo del territorio y favorecer su defensa en caso de conflicto.
En este contexto el castillo de la Encomienda de Enguera formó parte de un conjunto de edificaciones de idénticas funciones como son los castillos de: Millares, Quesa, Navarrés, Montesa, Garamoixent, Moixent y La Mola. Los castillos enumerados y otros más, se encontraban bajo la influencia directa de la fortaleza y ciudad de Xàtiva, ejerciendo ésta un dominio efectivo sobre una amplia región y sobre todo controlando una de las principales vías de comunicación de la península, la antigua vía augusta. Paso obligatorio para personas y mercancías que desearan viajar desde el noreste peninsular hasta la actual Andalucía o el centro peninsular y viceversa.
Por su situación el castillo de Enguera puede neutralizar los posibles ataques procedentes del oeste, al controlar una serie de caminos que discurren a sus pies y cuyo uso ya se documenta, al menos, desde época ibérica (Castellano, 2102), concretamente la antigua vía que comunicaba la zona de Almansa-Ayora con el valle del río Cáñoles, cuyo tramo final lo constituye el puerto viejo de La Alcudia o su variante hacia Montesa, cruzando la sierra de La plana por las inmediaciones de El Piquet (altura que durante el primer tercio del siglo XX aún conservaba el nombre de Pico de la Atalaya). Junto a las vías principales se documenta toda una red de caminos secundarios que vertebran el territorio.
Es un elemento imprescindible para asegurar el control de la población y los recursos económicos de su entorno.
Otra función del castillo de Enguera, hasta 1477 es el de servir de punto de control por el noroeste, del señorío vasallo musulmán de Montesa.

## Documentación histórica en la que se hace referencia al castillo de Enguera

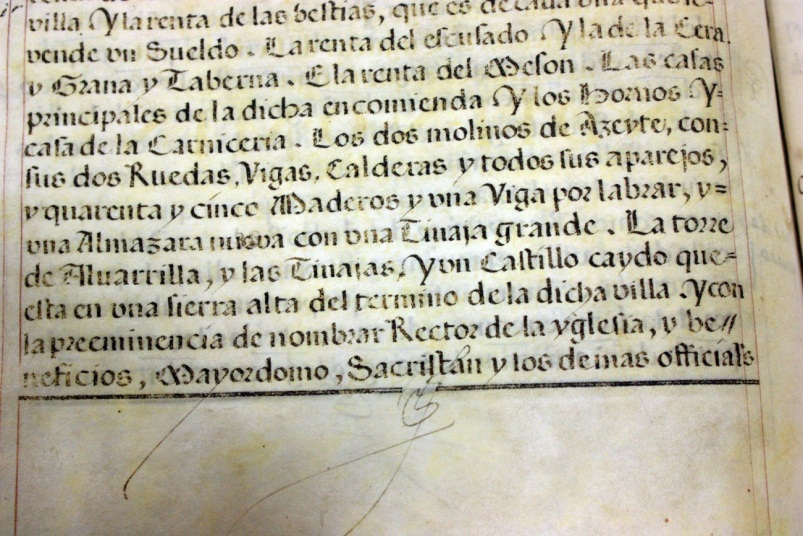
Fragmento del libro de la venta de la villa de Enguera (1575) donde se menciona el castillo

1. Documento de donación a la Orden de Santiago
Se conocen el original y una copia del documento relativo a la donación de la villa de Enguera, por parte de Jaime I, a la orden de Santiago.
El más antiguo se conserva en el Archivo Histórico Nacional, del cual se realizó una copia en el s XVI que está depositada en el Archivo del Reino de Valencia, en el libro IV, Enajenaciones, folio 37 (Simón y Serrano, 1994).
En este documento la corona cede a fray Pelayo Pérez de Correa, Maestre de la Orden de Santiago, el castillo y villa de Enguera en 1244. (Barberán, 1994 y Sanz, 1994).
2. Documento que insta a abastecer el castillo
En 1276 en el Archivo de la Corona de Aragón (Reg. 38, fol. 95) se conserva un documento en el que se hace referencia a un permiso concedido a la Orden de Santiago para abastecer el castillo mediante la compra de trigo (Jiménez, 1994).
Este documento cabe situarlo en el contexto histórico de la revuelta mudéjar de 1276, liderada por el señor de la Vall d´Alcalá, Al-Azraq, quien se sublevó contra el poder de la corona en las actuales comarcas de l’Alcoià y el Comtat. La revuelta Mudéjar perduró en estos territorios hasta el año 1304.
3. Ataque de Pedro de Jérica
Enfrentado el rey Pedro IV el Ceremonioso, con su madrastra Leonor de Castilla, viuda de Alfonso IV, por cuestiones relativas a la herencia, Enguera sufrió el asalto de Pedro de Jérica en 1336, paladín de los intereses de la reina viuda (García Edo, 1987).
4. Inventario del sistema defensivo al sur del Júcar
López Elum hace referencia al documento del Archivo de la Corona de Aragón fechado en 1350, Reg., 1332, fols. 208 r y v., en el que se hace una relación de los castillos que resguardan el territorio al sur del Júcar en la que se incluye el de Enguera. (López Elum, 2002).
5. Orden de demolición del castillo
El 16 de mayo de 1365, desde Sagunto, el rey Pedro IV el Ceremonioso, ordenó a García de Lóriz y a los jurados de Xàtiva, la demolición del castillo de Enguera ante el temor de que cayera en manos de los castellanos, dentro del conflicto conocido como la Guerra de los dos Pedros (1356-1369) y desde dicha posición pudieran amenazar la seguridad de Xàtiva. Esta información se recoge en el documento del Archivo de la Corona de Aragón, Reg. 1194, fol. 143 vº.
6. Orden de proveer de armas al castillo
De 1367 existe un documento del Archivo de la Corona de Aragón, Reg., 1464, fol. 111, en el que se recoge la necesidad de proveer de armas al castillo de Enguera, en el contexto de la guerra con Castilla. Esta noticia, lleva a aquilatar la anterior de 1365, ya que el abastecimiento del castillo implica que la destrucción llevada a cabo, dos años antes, por García de Lóriz, no debió de ser tan completa como históricamente se ha afirmado. (López Elum, 94).
7. Orden de avituallar el castillo
En 1369 se ordena avituallar y reparar el castillo de Enguera, recogiéndose este mandato en un documento del Archivo de la Corona de Aragón., Reg., 1464, fol. 114 (López Elum, 2002, 68).
8. Inspección del castillo
En 1370 el Baile General del Reino ante las noticias que tiene del estado del castillo manda un inspector para realizar un informe. En este mismo año se constatan las deficiencias de su mantenimiento, Archivo de la Corona de Aragón., Reg., 1464, fols. 111 v-112, situación que no se resolvió durante el año 1371, llegando a nosotros esta información por una visita del Lugarteniente del Gobernador, Archivo de la Corona de Aragón., Reg., 1464, fol. 114v. (López Elum, 2002, 103)
9. Revocación del alcaide
En 1372 el rey Pedro IV, a instancias del Comendador Mayor de Montalbán, máximo representante de la Orden de Santiago en la Corona de Aragón, revocó el nombramiento de alcaide del castillo de Enguera, que había hecho en favor de Eximen d’Esparça. Archivo de la Corona de Aragón., Reg., 1234, fol. 21-21 vº.
10. Orden de liberación de prisioneros del castillo
Gual Camarena (1953) recoge el mandato de Juan II, fechado en Zaragoza el 28 de noviembre de 1475, al lugarteniente del gobernador del Reino de Valencia encargado de los territorios localizados al sur del Júcar, para que liberase  a tres moros que han sido aprisionados en el Castillo de Enguera, Archivo del reino de Valencia: Real, Núm.: 112, fol 35v. 36r. Comunium Valenciae XXII.
Estos cautivos fueron capturados en el transcurso de una operación de castigo contra los intereses del Marqués de Villena, comandada por Ferrando Dixar. La incursión no dio los resultados esperados, pero al final de la misma tuvieron la oportunidad de hacer tres prisioneros. Éstos fueron conducidos hasta el castillo de Enguera, donde Johan d’Ixar, hermano de Ferrando, era comendador de la orden.
Esta noticia permite concluir que en 1475 el castillo de Enguera aún era una construcción funcional, que servía a los intereses de la Orden de Santiago dentro de la Corona de Aragón.
11. Libro de la Venta de la villa de Enguera
La última referencia que conocemos sobre el castillo en documentos histó-ricos corresponde a la que aparece en el Libro de la Venta, de 1575, cuando Felipe II al enajenarla  a los Borja incluye en la descripción de los bienes de la Encomienda : ….” Y un castillo caydo que esta en una sierra alta del termino de la dicha villa.”…
La importante crisis financiera de la corona, motivada por las guerras para intentar mantener la hegemonía en Europa, está en el origen de la decisión de Felipe II de proceder a la enajenación de propiedades de la corona, extremo que podía realizar en tanto que era el Maestre de todas las órdenes militares de sus reinos.